# Wahlkreis Vibo Valentia (Camera dei deputati)
Der Wahlkreis Vibo Valentia war von 1993 bis 2005 und ist seit 2017 wieder ein Wahlkreis (italienisch collegio elettorale) für die Wahl der Abgeordnetenkammer.

## Von 1993 bis 2005

### Wahlkreisgebiet
Der Wahlkreis umfasste 28 Gemeinden: Acquaro, Briatico, Cessaniti, Dinami, Drapia, Filandari, Francica, Ionadi, Joppolo, Limbadi, Maierato, Mileto, Nicotera, Parghelia, Pizzo, Ricadi, Rombiolo, San Calogero, San Costantino Calabro, San Gregorio d’Ippona, Sant’Onofrio, Spilinga, Stefanaconi, Tropea, Vibo Valentia, Zaccanopoli, Zambrone und Zungri.

### Wahlergebnisse

#### Parlamentswahl 1994

##### Direktstimmen
| Kandidaten               | Kandidaten                       | Parteien                                          | Stimmen | %    |
| ------------------------ | -------------------------------- | ------------------------------------------------- | ------- | ---- |
|                          | Domenico Antonio Basilegewählt   | Polo del Buon Governo (FI – AN – CCD – UdC – PLD) | 23.014  | 32,5 |
|                          | Giuseppe Iannello                | Progressisti                                      | 20.760  | 29,3 |
|                          | Domenico Paolo Romano Carratelli | Patto per l’Italia                                | 13.380  | 18,9 |
|                          | Antonio Pontoriero               | Movimento Meridionale                             | 9.192   | 13,0 |
|                          | Francesco Tiburzio Massara       | Movimento Federalista Calabria Libera             | 2.811   | 4,0  |
|                          | Carlo Luigi Michele Taccone      | Liberal Democratici Europei                       | 1.599   | 2,3  |
| Gesamt                   | Gesamt                           | Gesamt                                            | 70.756  | 100  |
|                          |                                  |                                                   |         |      |
| Ungültige Stimmen        | Ungültige Stimmen                | Ungültige Stimmen                                 | 10.008  | 12,4 |
| Wähler                   | Wähler                           | Wähler                                            | 80.764  | 78,0 |
| Wahlberechtigte          | Wahlberechtigte                  | Wahlberechtigte                                   | 103.503 |      |
|                          |                                  |                                                   |         |      |
| Quelle: Innenministerium |                                  |                                                   |         |      |

##### Listenstimmen
| Parteien                             | Parteien                                  | Parteien                                  | Stimmen | %    |
| ------------------------------------ | ----------------------------------------- | ----------------------------------------- | ------- | ---- |
|                                      | Polo del Buon Governo                     | Alleanza Nazionale                        | 15.090  | 21,9 |
| Forza Italia                         | Polo del Buon Governo                     | 11.164                                    | 16,2    |      |
| ↳ Gesamt                             | Polo del Buon Governo                     | 26.254                                    | 38,1    |      |
|                                      | Progressisti                              | Partito Democratico della Sinistra        | 12.724  | 18,5 |
| Partito della Rifondazione Comunista | Progressisti                              | 5.228                                     | 7,6     |      |
| Partito Socialista Italiano          | Progressisti                              | 2.852                                     | 4,1     |      |
| Federazione dei Verdi                | Progressisti                              | 1.570                                     | 2,3     |      |
| La Rete                              | Progressisti                              | 1.164                                     | 1,7     |      |
| Alleanza Democratica                 | Progressisti                              | 628                                       | 0,9     |      |
| ↳ Gesamt                             | Progressisti                              | 24.166                                    | 35,1    |      |
|                                      | Patto per l’Italia                        | Partito Popolare Italiano                 | 9.668   | 14,0 |
| Patto Segni                          | Patto per l’Italia                        | 4.482                                     | 6,5     |      |
| ↳ Gesamt                             | Patto per l’Italia                        | 14.150                                    | 20,6    |      |
|                                      | Movimento Meridionale                     | Movimento Meridionale                     | 1.977   | 2,9  |
|                                      | Socialdemocrazia per le Libertà           | Socialdemocrazia per le Libertà           | 790     | 1,1  |
|                                      | Unione Mediterranea                       | Unione Mediterranea                       | 503     | 0,7  |
|                                      | Movimento Cristiano Veritas               | Movimento Cristiano Veritas               | 322     | 0,5  |
|                                      | Liberal Democratici Europei               | Liberal Democratici Europei               | 297     | 0,4  |
|                                      | Idea Città                                | Idea Città                                | 233     | 0,3  |
|                                      | Movimento Liberaldemocratici e Socialisti | Movimento Liberaldemocratici e Socialisti | 126     | 0,2  |
| Gesamt                               | Gesamt                                    | Gesamt                                    | 68.818  | 100  |
|                                      |                                           |                                           |         |      |
| Ungültige Stimmen                    | Ungültige Stimmen                         | Ungültige Stimmen                         | 11.947  | 14,8 |
| Wähler                               | Wähler                                    | Wähler                                    | 80.765  | 78,0 |
| Wahlberechtigte                      | Wahlberechtigte                           | Wahlberechtigte                           | 103.503 |      |
|                                      |                                           |                                           |         |      |
| Quelle: Innenministerium             |                                           |                                           |         |      |

#### Parlamentswahl 1996

##### Direktstimmen
| Kandidaten               | Kandidaten                              | Parteien            | Stimmen | %    |
| ------------------------ | --------------------------------------- | ------------------- | ------- | ---- |
|                          | Domenico Paolo Romano Carratelligewählt | L’Ulivo             | 27.852  | 42,9 |
|                          | Domenico Antonio Basile                 | Polo per le Libertà | 27.485  | 42,3 |
|                          | Saverio Di Bella                        | Partito Socialista  | 6.174   | 9,5  |
|                          | Vincenzo Giuseppe Maria Montoro         | Fiamma Tricolore    | 2.520   | 3,9  |
|                          | Giuseppe Luciano Cimadoro               | Rinnovamento        | 943     | 1,5  |
| Gesamt                   | Gesamt                                  | Gesamt              | 64.974  | 100  |
|                          |                                         |                     |         |      |
| Ungültige Stimmen        | Ungültige Stimmen                       | Ungültige Stimmen   | 10.951  | 14,4 |
| Wähler                   | Wähler                                  | Wähler              | 75.925  | 71,7 |
| Wahlberechtigte          | Wahlberechtigte                         | Wahlberechtigte     | 105.879 |      |
|                          |                                         |                     |         |      |
| Quelle: Innenministerium |                                         |                     |         |      |

##### Listenstimmen
| Parteien                                          | Parteien                             | Parteien                             | Stimmen | %    |
| ------------------------------------------------- | ------------------------------------ | ------------------------------------ | ------- | ---- |
|                                                   | Polo per le Libertà                  | Alleanza Nazionale                   | 15.423  | 23,4 |
| Forza Italia                                      | Polo per le Libertà                  | 9.637                                | 14,6    |      |
| CCD – CDU                                         | Polo per le Libertà                  | 8.189                                | 12,4    |      |
| ↳ Gesamt                                          | Polo per le Libertà                  | 33.249                               | 50,4    |      |
|                                                   | L’Ulivo                              | Partito Democratico della Sinistra   | 10.625  | 16,1 |
| Popolari per Prodi (PPI – SVP – PRI – UD – Prodi) | L’Ulivo                              | 5.893                                | 8,9     |      |
| Rinnovamento Italiano                             | L’Ulivo                              | 3.743                                | 5,7     |      |
| Federazione dei Verdi                             | L’Ulivo                              | 1.162                                | 1,8     |      |
| ↳ Gesamt                                          | L’Ulivo                              | 21.423                               | 32,5    |      |
|                                                   | Partito della Rifondazione Comunista | Partito della Rifondazione Comunista | 5.756   | 8,7  |
|                                                   | Partito Socialista                   | Partito Socialista                   | 3.200   | 4,8  |
|                                                   | Fiamma Tricolore                     | Fiamma Tricolore                     | 1.232   | 1,9  |
|                                                   | Lista Pannella – Sgarbi              | Lista Pannella – Sgarbi              | 850     | 1,3  |
|                                                   | Rinnovamento                         | Rinnovamento                         | 275     | 0,4  |
| Gesamt                                            | Gesamt                               | Gesamt                               | 65.985  | 100  |
|                                                   |                                      |                                      |         |      |
| Ungültige Stimmen                                 | Ungültige Stimmen                    | Ungültige Stimmen                    | 9.949   | 13,1 |
| Wähler                                            | Wähler                               | Wähler                               | 75.934  | 71,7 |
| Wahlberechtigte                                   | Wahlberechtigte                      | Wahlberechtigte                      | 105.879 |      |
|                                                   |                                      |                                      |         |      |
| Quelle: Innenministerium                          |                                      |                                      |         |      |

#### Parlamentswahl 2001

##### Direktstimmen
| Kandidaten               | Kandidaten                         | Parteien           | Stimmen | %    |
| ------------------------ | ---------------------------------- | ------------------ | ------- | ---- |
|                          | Michele Ranieligewählt             | Casa delle Libertà | 28.912  | 41,8 |
|                          | Domenico Paolo Romano Carratelli   | L’Ulivo            | 28.833  | 41,7 |
|                          | Antonino Francesco Saverio Murmura | Democrazia Europea | 6.570   | 9,5  |
|                          | Salvatore Restuccia                | Lista Di Pietro    | 2.022   | 2,9  |
|                          | Salvatore Vanacore                 | Fiamma Tricolore   | 1.672   | 2,4  |
|                          | Michele Pansa                      | Lista Emma Bonino  | 1.122   | 1,6  |
| Gesamt                   | Gesamt                             | Gesamt             | 69.131  | 100  |
|                          |                                    |                    |         |      |
| Ungültige Stimmen        | Ungültige Stimmen                  | Ungültige Stimmen  | 8.939   | 11,4 |
| Wähler                   | Wähler                             | Wähler             | 78.070  | 72,4 |
| Wahlberechtigte          | Wahlberechtigte                    | Wahlberechtigte    | 107.859 |      |
|                          |                                    |                    |         |      |
| Quelle: Innenministerium |                                    |                    |         |      |

##### Listenstimmen
| Parteien                               | Parteien                             | Parteien                             | Stimmen | %    |
| -------------------------------------- | ------------------------------------ | ------------------------------------ | ------- | ---- |
|                                        | Casa delle Libertà                   | Forza Italia                         | 14.629  | 21,6 |
| Alleanza Nazionale                     | Casa delle Libertà                   | 11.636                               | 17,2    |      |
| CCD – CDU                              | Casa delle Libertà                   | 4.538                                | 6,7     |      |
| Nuovo PSI                              | Casa delle Libertà                   | 1.835                                | 2,7     |      |
| ↳ Gesamt                               | Casa delle Libertà                   | 32.638                               | 48,2    |      |
|                                        | L’Ulivo                              | Democratici di Sinistra              | 9.431   | 13,9 |
| La Margherita (Dem – PPI – RI – Udeur) | L’Ulivo                              | 8.626                                | 12,7    |      |
| Il Girasole (FdV – SDI)                | L’Ulivo                              | 3.576                                | 5,3     |      |
| Partito dei Comunisti Italiani         | L’Ulivo                              | 2.282                                | 3,4     |      |
| ↳ Gesamt                               | L’Ulivo                              | 23.915                               | 35,3    |      |
|                                        | Partito della Rifondazione Comunista | Partito della Rifondazione Comunista | 3.131   | 4,6  |
|                                        | Democrazia Europea                   | Democrazia Europea                   | 2.710   | 4,0  |
|                                        | Lista Di Pietro                      | Lista Di Pietro                      | 2.498   | 3,7  |
|                                        | Lista Emma Bonino                    | Lista Emma Bonino                    | 1.271   | 1,9  |
|                                        | Fiamma Tricolore                     | Fiamma Tricolore                     | 1.256   | 1,9  |
|                                        | Paese Nuovo                          | Paese Nuovo                          | 278     | 0,4  |
|                                        | Abolizione Scorporo                  | Abolizione Scorporo                  | 77      | 0,1  |
| Gesamt                                 | Gesamt                               | Gesamt                               | 67.774  | 100  |
|                                        |                                      |                                      |         |      |
| Ungültige Stimmen                      | Ungültige Stimmen                    | Ungültige Stimmen                    | 10.298  | 13,2 |
| Wähler                                 | Wähler                               | Wähler                               | 78.072  | 72,4 |
| Wahlberechtigte                        | Wahlberechtigte                      | Wahlberechtigte                      | 107.859 |      |
|                                        |                                      |                                      |         |      |
| Quelle: Innenministerium               |                                      |                                      |         |      |

## Von 2017 bis 2020

### Wahlkreisgebiet
Der Wahlkreis umfasste Gemeinden: 

### Wahlergebnisse

#### Parlamentswahl 2018
| Kandidaten               | Kandidaten              | Stimmen | %    | Listen                                      | Stimmen | %    |
| ------------------------ | ----------------------- | ------- | ---- | ------------------------------------------- | ------- | ---- |
|                          | Wanda Ferrogewählt      | 41.620  | 35,8 | Forza Italia                                | 26.426  | 22,7 |
| Lega                     | Wanda Ferrogewählt      | 41.620  | 35,8 | 6.810                                       | 5,9     |      |
| Fratelli d’Italia        | Wanda Ferrogewählt      | 41.620  | 35,8 | 6.158                                       | 5,3     |      |
| Noi con l’Italia – UDC   | Wanda Ferrogewählt      | 41.620  | 35,8 | 2.226                                       | 1,9     |      |
|                          | Dalila Nesci            | 37.740  | 32,5 | Movimento 5 Stelle                          | 37.740  | 32,5 |
|                          | Bruno Censore           | 29.187  | 25,1 | Partito Democratico                         | 23.416  | 20,2 |
| Civica Popolare          | Bruno Censore           | 29.187  | 25,1 | 2.857                                       | 2,5     |      |
| Italia Europa Insieme    | Bruno Censore           | 29.187  | 25,1 | 1.719                                       | 1,5     |      |
| +Europa                  | Bruno Censore           | 29.187  | 25,1 | 1.195                                       | 1,0     |      |
|                          | Silvio Primerano        | 2.975   | 2,6  | Liberi e Uguali                             | 2.975   | 2,6  |
|                          | Edoardo Ventra          | 988     | 0,9  | Italia agli Italiani (FT – FN)              | 988     | 0,9  |
|                          | Amerigo Fiumara         | 943     | 0,8  | Potere al Popolo!                           | 943     | 0,8  |
|                          | Angelo Grimaldi         | 758     | 0,7  | Il Popolo della Famiglia                    | 758     | 0,7  |
|                          | Rita Vallelonga         | 592     | 0,5  | CasaPound Italia                            | 592     | 0,5  |
|                          | Giovanni Antonio Surace | 453     | 0,4  | Partito Comunista                           | 453     | 0,4  |
|                          | Maria Concetta Amato    | 427     | 0,4  | Partito Valore Umano                        | 427     | 0,4  |
|                          | Ljiljana Maric          | 343     | 0,3  | Lista del Popolo per la Costituzione        | 343     | 0,3  |
|                          | Giuseppe Mazzitelli     | 180     | 0,2  | Per una Sinistra Rivoluzionaria (SCR – PCL) | 180     | 0,2  |
| Gesamt                   | Gesamt                  | 116.206 | 100  |                                             | 116.206 | 100  |
|                          |                         |         |      |                                             |         |      |
| Ungültige Stimmen        | Ungültige Stimmen       | 5.700   | 4,7  |                                             |         |      |
| Wähler                   | Wähler                  | 121.906 | 64,8 |                                             |         |      |
| Wahlberechtigte          | Wahlberechtigte         | 188.252 |      |                                             |         |      |
|                          |                         |         |      |                                             |         |      |
| Quelle: Innenministerium |                         |         |      |                                             |         |      |

## Seit 2020

### Wahlkreisgebiet
| Wahlkreise – Camera dei deputati – Kalabrien | Wahlkreise – Camera dei deputati – Kalabrien     | Wahlkreise – Camera dei deputati – Kalabrien                |
| Provinz                                      | Provinz                                          | Gemeinden nach Provinzen ⮞ Wahlkreis                        |
| -------------------------------------------- | ------------------------------------------------ | ----------------------------------------------------------- |
|                                              | Metropolitanstadt Reggio Calabria (97 Gemeinden) | 71 ⮞ Wahlkreis Reggio Calabria 26 ⮞ Wahlkreis Vibo Valentia |
|                                              | Provinz Catanzaro (80 Gemeinden)                 | alle ⮞ Wahlkreis Catanzaro                                  |
|                                              | Provinz Cosenza (150 Gemeinden)                  | 98 ⮞ Wahlkreis Cosenza 52 ⮞ Wahlkreis Corigliano-Rossano    |
|                                              | Provinz Crotone (27 Gemeinden)                   | alle ⮞ Wahlkreis Corigliano-Rossano                         |
|                                              | Provinz Vibo Valentia (50 Gemeinden)             | alle ⮞ Wahlkreis Vibo Valentia                              |

Der Wahlkreis umfasst 76 Gemeinden:
- alle 50 Gemeinden der Provinz Vibo Valentia;
- 26 Gemeinden der Metropolitanstadt Reggio Calabria (Anoia, Bagnara Calabra, Candidoni, Cinquefrondi, Cittanova, Feroleto della Chiesa, Galatro, Giffone, Gioia Tauro, Laureana di Borrello, Maropati, Melicucco, Molochio, Oppido Mamertina, Palmi, Polistena, Rizziconi, Rosarno, San Ferdinando, San Giorgio Morgeto, San Pietro di Caridà, Seminara, Serrata, Taurianova, Terranova Sappo Minulio und Varapodio).

### Wahlergebnisse

#### Parlamentswahl 2022
| Kandidaten                          | Kandidaten                | Stimmen | %    | Listen                                                  | Stimmen | %    |
| ----------------------------------- | ------------------------- | ------- | ---- | ------------------------------------------------------- | ------- | ---- |
|                                     | Giovanni Arruzzologewählt | 54.651  | 48,8 | Forza Italia                                            | 24.780  | 22,1 |
| Fratelli d’Italia                   | Giovanni Arruzzologewählt | 54.651  | 48,8 | 20.613                                                  | 18,4    |      |
| Lega per Salvini Premier            | Giovanni Arruzzologewählt | 54.651  | 48,8 | 7.047                                                   | 6,3     |      |
| Noi Moderati                        | Giovanni Arruzzologewählt | 54.651  | 48,8 | 2.211                                                   | 2,0     |      |
|                                     | Riccardo Tucci            | 24.595  | 22,0 | Movimento 5 Stelle                                      | 24.595  | 22,0 |
|                                     | Dalila Nesci              | 17.348  | 15,5 | Partito Democratico – Italia Democratica e Progressista | 13.569  | 12,1 |
| Alleanza Verdi e Sinistra           | Dalila Nesci              | 17.348  | 15,5 | 1.388                                                   | 1,2     |      |
| Impegno Civico – Centro Democratico | Dalila Nesci              | 17.348  | 15,5 | 1.256                                                   | 1,1     |      |
| +Europa                             | Dalila Nesci              | 17.348  | 15,5 | 1.135                                                   | 1,0     |      |
|                                     | Michele Conia             | 4.759   | 4,2  | Unione Popolare                                         | 4.759   | 4,2  |
|                                     | Maria Soccorsa Galati     | 4.661   | 4,2  | Azione – Italia Viva                                    | 4.661   | 4,2  |
|                                     | Domenico Antonio Greco    | 1.479   | 1,3  | Italexit per l’Italia                                   | 1.479   | 1,3  |
|                                     | Adriano Renda             | 1.343   | 1,2  | Italia Sovrana e Popolare                               | 1.343   | 1,2  |
|                                     | Ugo Moro                  | 1.158   | 1,0  | Partito Comunista Italiano                              | 1.158   | 1,0  |
|                                     | Immacolata Ceriello       | 924     | 0,8  | Sud chiama Nord                                         | 924     | 0,8  |
|                                     | Antonio Giuseppe Noè      | 303     | 0,3  | Partito Animalista – UCDL – 10 Volte Meglio             | 303     | 0,3  |
|                                     | Carlo Maria Romeo         | 276     | 0,2  | Alternativa per l’Italia (PdF – Exit)                   | 276     | 0,2  |
|                                     | Maria Concetta Valotta    | 243     | 0,2  | Vita                                                    | 243     | 0,2  |
|                                     | Raffaele Musella          | 198     | 0,2  | Noi di Centro – Europeisti                              | 198     | 0,2  |
|                                     | Alessandra Filice         | 54      | 0,0  | Forza del Popolo                                        | 54      | 0,0  |
| Gesamt                              | Gesamt                    | 111.992 | 100  |                                                         | 111.992 | 100  |
|                                     |                           |         |      |                                                         |         |      |
| Ungültige Stimmen                   | Ungültige Stimmen         | 6.366   | 5,4  |                                                         |         |      |
| Wähler                              | Wähler                    | 118.358 | 49,3 |                                                         |         |      |
| Wahlberechtigte                     | Wahlberechtigte           | 240.018 |      |                                                         |         |      |
|                                     |                           |         |      |                                                         |         |      |
| Quelle: Innenministerium            |                           |         |      |                                                         |         |      |